# Derby Bắc Luân Đôn
Derby Bắc Luân Đôn là trận đấu bóng đá giữa hai câu lạc bộ Arsenal và Tottenham Hotspur. Trận derby này là trận đấu giữa hai câu lạc bộ bóng đá nằm ở cùng một thành phố. Ở Luân Đôn có rất nhiều trận derby khác nhau vì thành phố này có rất nhiều đội bóng tham gia giải đấu cao nhất của giải Ngoại Hạng Anh như West Ham United, Chelsea, Arsenal, Tottenham Hotspur, Crystal Palace. Do đó cụm từ Derby Bắc Luân Đôn nhằm nói đến trận đấu giữa hai đội bóng nằm phía Bắc của thành phố Luân Đôn đó là Arsenal và Tottenham Hotspur. Đây cũng là trận Derby được xem là hay nhất của Luân Đôn và mang nặng tính thù hằn giữa cổ động viên hai đội nhất ở Luân Đôn.